# Renato Travaglia
Renato Travaglia (26 de octubre de 1965) es un piloto de rally italiano que ha sido Campeón de Europa de Rally en 2002 y 2005  y Campeón de Italia en 2002.  También ha competido en el Campeonato del Mundo,  y en el IRC.